# 本多市郎

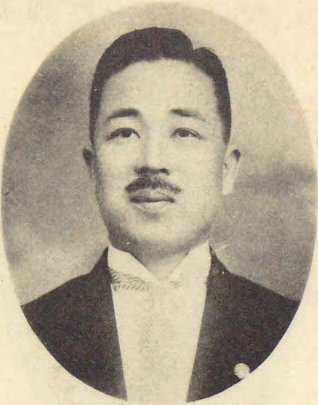
本多市郎

本多 市郎（ほんだ いちろう、1895年（明治28年）11月11日 - 1959年（昭和34年）4月5日）は、日本の政治家。衆議院議員、参議院議員、行政管理庁長官（第4・10代）、地方自治庁長官（第2代）、自治庁長官（第2代）。位階は正三位、勲等は勲二等。

## 来歴・人物
長崎県南高来郡南有馬町（現南島原市）に、農業・本多福四郎の長男として生まれる。長じて上京し、両国税務署員として働きながら、1925年中央大学法科を卒業する。上京時の下宿先では小澤佐重喜と起居を共にしていた。
関東大震災が起きると、復興局に勤務する傍ら、深川区（現在の江東区北西部）の自宅に法律無料相談所を開いて罹災者の相談に乗り、地元住民の信望を集めていった。
1929年東京市議に当選、1936年には東京府議にも当選する。尾崎行雄に私淑し、1936年の第19回衆議院議員総選挙では昭和会公認で、翌1937年の第20回衆議院議員総選挙では無所属で旧東京4区から出馬するが落選。1942年の翼賛選挙では非推薦候補として立候補し当選を果たす。以後連続6回当選。戦時中は軍部や東條批判で鳴らした。
戦後は日本自由党結党に参加し、選挙区も出身地の旧長崎1区に移す。弁舌に長じ、選挙では党遊説部長として活躍する。1949年2月第3次吉田内閣にて国務大臣（行政管理庁長官）として入閣。16万6千人にも及ぶ国家公務員の人員整理の陣頭指揮を執った。1950年からは地方自治庁長官も兼任。
1952年、第4次吉田内閣にて再び国務大臣（行政管理庁長官兼自治庁長官）として入閣する。1955年の総選挙で落選、1956年に全国区にて参議院議員に当選。
1959年4月5日、心臓麻痺のため国立東京第一病院で現職のまま死去、63歳。死没日をもって勲二等旭日重光章追贈、正三位に叙される。